# 多米尼克·康斯坦丁 (勒文施泰因-韋爾特海姆-羅什福爾)
多米尼克·康斯坦丁（德語：Dominik Constantin，1762年5月16日—1814年4月18日），1789年至1803年為勒文施泰因-韋爾特海姆-羅什福爾親王，1803年至1814年為羅森貝格親王。

## 家庭
1780年，多米尼克·康斯坦丁與路德維希·利奧波德的女兒瑪麗·利奧波汀結婚，兩人共有3子1女：
1. 克莉絲汀（1782年—1811年）
2. 卡爾·托馬斯（1783年—1849年）
3. 康斯坦丁（1786年—1844年）
4. 威廉（1795年—1838年）